# Jean Capréolus
Jean Capréolus, né en 1380 à Rodez et mort dans cette même ville le 6 avril 1444, est un philosophe et théologien français.

## Biographie
Natif d'un village près de Rodez, il prit l'habit de St-Dominique dans le couvent de cette ville. Il enseignait à Paris en 1409, et après avoir fait sa licence en 1411, fut envoyé par ses supérieurs pour présider aux études du couvent de son ordre à Toulouse, et se retira ensuite à son couvent de Rodez, en 1444. Il soutint si constamment la doctrine de Thomas d'Aquin, qu'on le surnomma le prince des Thomistes. On a de lui des Commentaires sur le Maître des sentences, et une Défense de la doctrine de St. Thomas, imprimés à Venise en 1483 et 1488, 4 vol. in-fol.